# ملهى العروض الكوميدية
ملهى العروض الكوميدية  هو نادي كوميدي للممثل الأمريكي الكوميدي ديفيد كلمنيك وجيرمي سلطان في القدس في شباط 2004.
يقع النادي في الطابق السفلي رقم (34) بين ملتقى شارع اليهود وشارع الملك جورج، أسفل متجر(هيماشبير) في سوق القدس، في البيت الصغير في باكا،  كان للنادي عدد من الممثلين الكوميديين من بينهم (أليكس اديلمان)، (أوستن تايشوس)، (باروخ بنيامين سباير)، (بنجي لوفيت) و(آراي لويس).

## وصلات خارجية
- Off the Wall Comedy Empire website
- IsraStage